# Virginia Slims

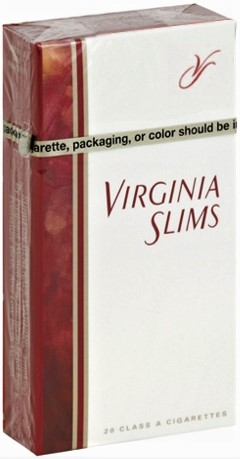
Zigarettenpackung der Marke

Virginia Slims ist eine Zigarettenmarke im Besitz der Altria Group (früher Phillip Morris Inc.).

## Geschichte
Nachdem American Tobacco 1967 mit Silva Thins eine Zigarettenmarke für junge, weibliche Raucher auf den Markt gebracht hatte, zog ein Jahr später Phillip Morris mit Virginia Slims nach. Die Zigarette war dünner und länger als andere Zigaretten. Die von der Agentur Leo Burnett entworfene Werbekampagne zielte auf die zunehmende Selbstbestimmtheit und Emanzipation von Frauen ab, der erste Werbeslogan lautete „You've come a long way, baby“ („Du hast es weit gebracht, Liebling“). Bis in die 1980er Jahre hinein war Virginia Slims Hauptsponsor der internationalen Damentennis-Tour (heute WTA Tour).

## Sortiment
Virginia Slims werden in Längen zu 100 oder 120 mm und einem Umfang von 23 oder 21 mm (Superslims) verkauft. Neben den Virginia Slims Gold werden Virginia Slims Silver mit reduziertem Nikotin- und Teergehalt, sowie Virginia Slims Menthol (mit Zusatz von Menthol) angeboten.